# Przełęcz Kosiby
Przełęcz Kosiby (norw. Kosibapasset) – przełęcz na Spitsbergenie, na wysokości ok. 530 m n.p.m., między lodowcami Tuvbreen i Werenskioldbreen. Nazwę nadała w 1957 roku polska ekspedycja naukowa na cześć glacjologa prof. Aleksandra Kosiby.